# Syrphus
A Syrphus a rovarok (Insecta) osztályának a kétszárnyúak (Diptera) rendjébe, ezen belül a légyalkatúak (Brachycera) alrendjébe és a zengőlégyfélék (Syrphidae) családjába tartozó nem.

## Rendszerezés
A nembe az alábbi fajok tartoznak (a lista hiányos):
- Syrphus annulifemur Mutin, 1997
- Syrphus attenuatus Hine, 1922
- Syrphus currani Fluke, 1939
- Syrphus dimidiatus Macquart, 1834
- Syrphus doesburgi Goot, 1964
- Syrphus intricatus Vockeroth, 1983
- Syrphus knabi Shannon, 1916
- Syrphus laceyorum Thompson, 2000
- Syrphus monoculus (Swederus, 1787)
- Syrphus nitidifrons (Becker, 1921)
- Syrphus opinator Osten Sacken, 1877
- Syrphus octomaculatus Walker, 1837[2]
- Syrphus phaeostigma Wiedemann, 1830[3]
- Syrphus rectus Osten Sacken, 1875
- közönséges zengőlégy (Syrphus ribesii) (Linnaeus, 1758) - típusfaj
- Syrphus sexmaculatus (Zetterstedt, 1838)
- Syrphus sonorensis Vockeroth, 1983
- Syrphus torvus Osten Sacken, 1875
- Syrphus vitripennis Meigen, 1822

## Képek

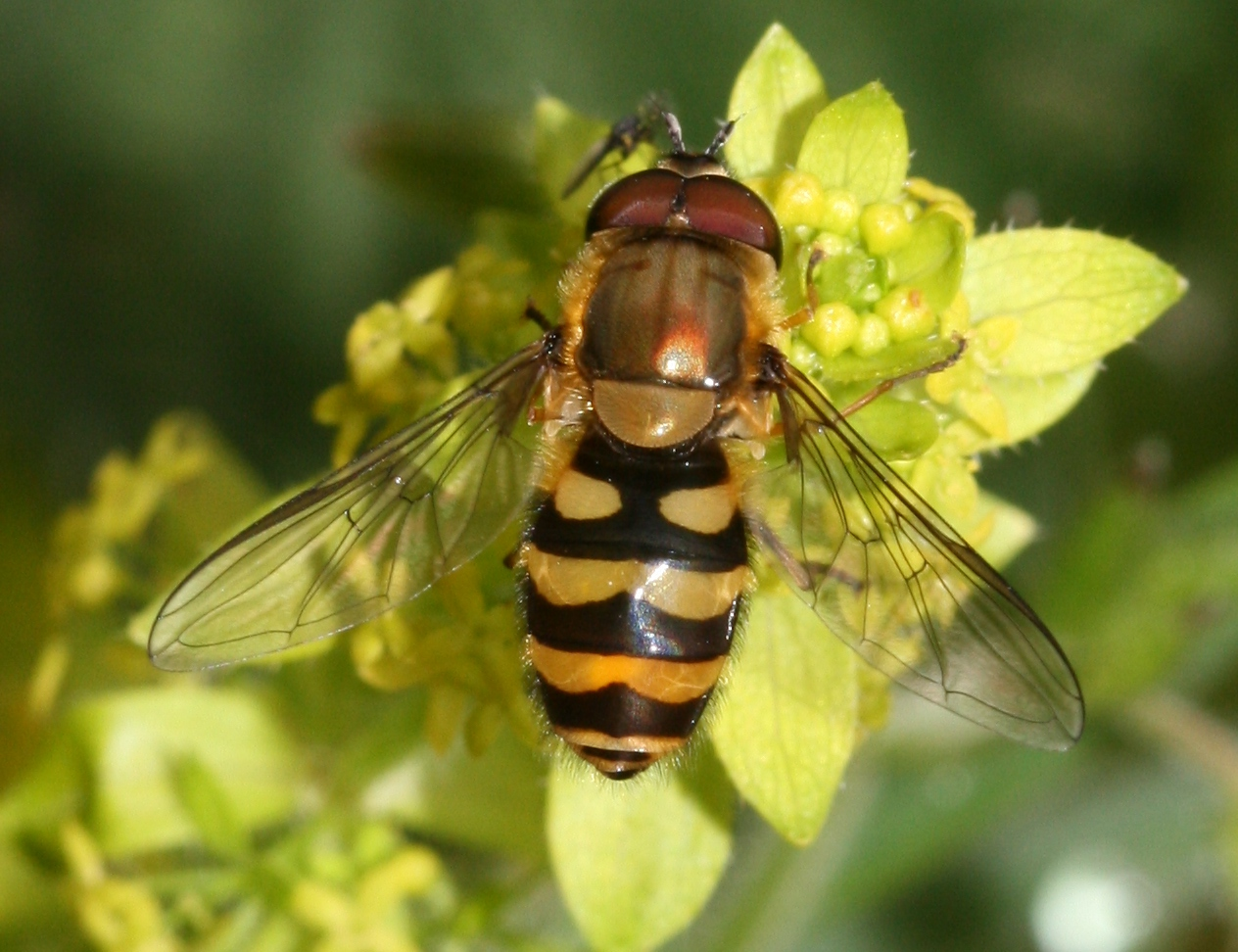
Syrphus torvus
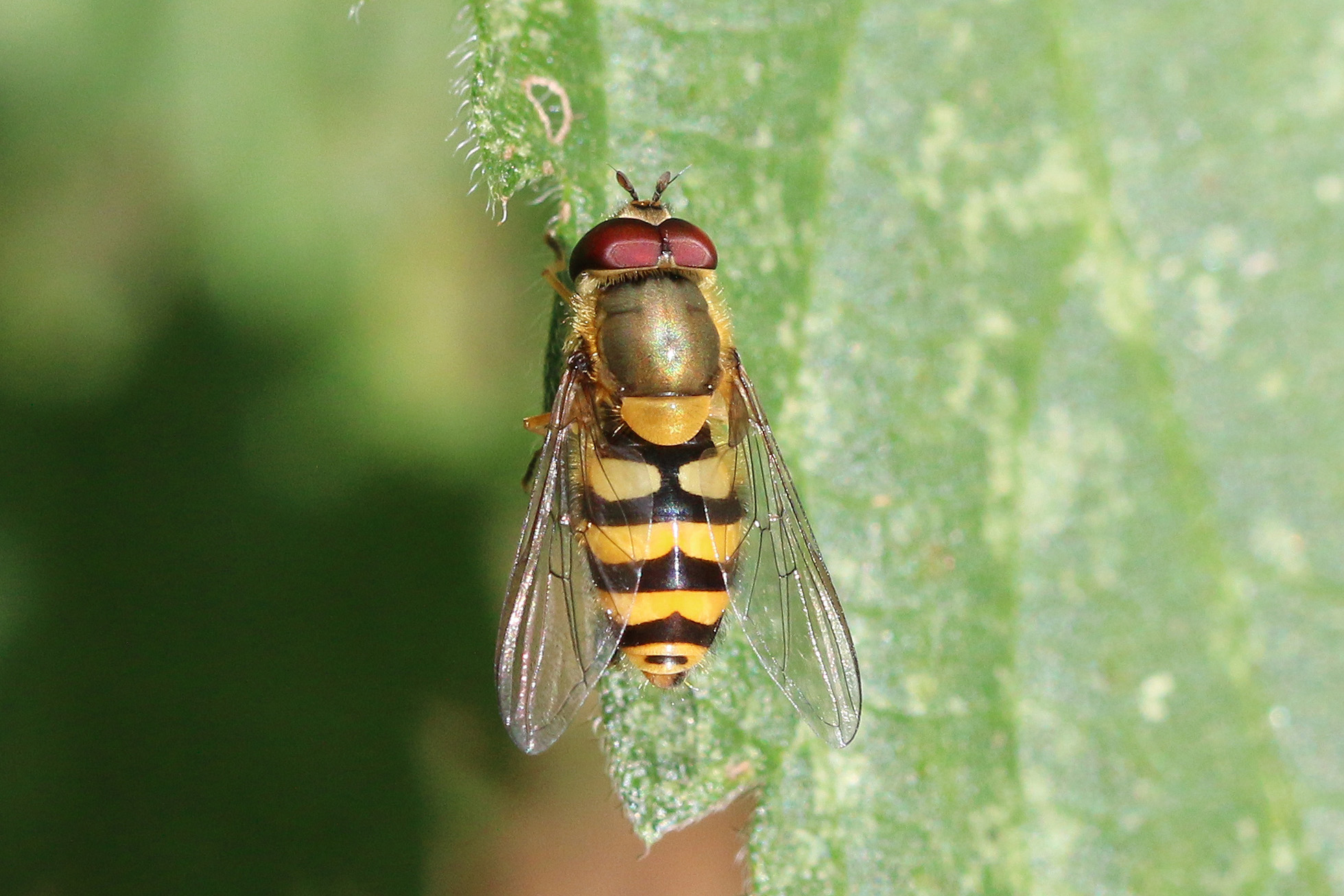
Syrphus vitripennis

## Fordítás
- Ez a szócikk részben vagy egészben  a   Syrphus című angol Wikipédia-szócikk ezen változatának fordításán alapul.  Az eredeti cikk szerkesztőit annak laptörténete sorolja fel. Ez a jelzés csupán a megfogalmazás eredetét és a szerzői jogokat jelzi, nem szolgál a cikkben szereplő információk forrásmegjelöléseként.